# St. Johannes der Täufer (Krumbach)

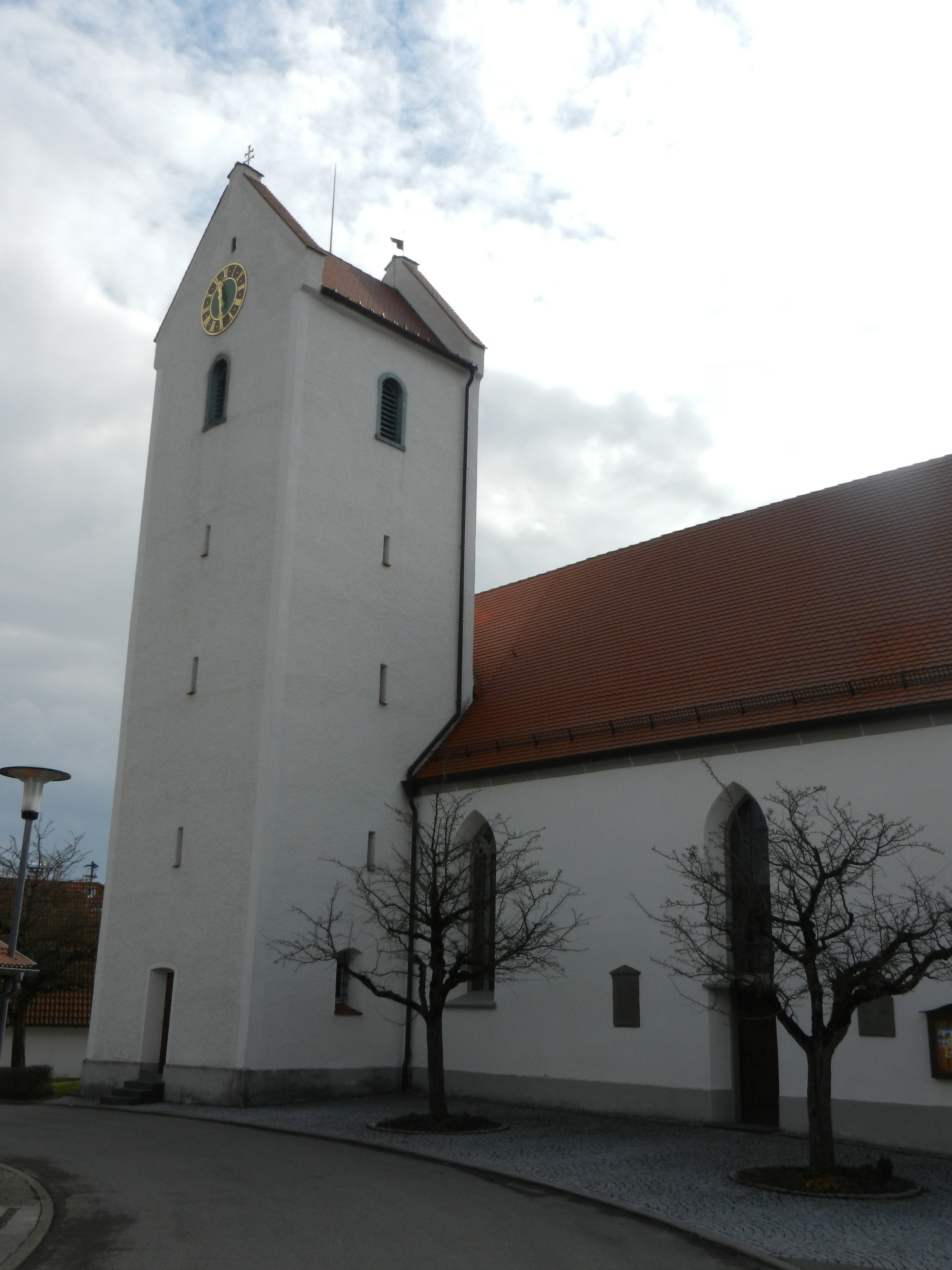
St. Johannes der Täufer in Krumbach

Die römisch-katholische Pfarrkirche St. Johannes der Täufer steht in Krumbach, einem Ortsteil der Gemeinde Sauldorf im Landkreis Sigmaringen in Baden-Württemberg. Die Kirchengemeinde gehört zum Dekanat Sigmaringen-Meßkirch im Erzbistum Freiburg. Das Bauwerk ist beim Landesamt für Denkmalpflege Baden-Württemberg als Baudenkmal eingetragen.

## Beschreibung
Die Saalkirche wurde 1538 erbaut. Sie besteht aus einem Langhaus, einem eingezogenen, dreiseitig geschlossenen Chor im Osten und einem Chorflankenturm an dessen Nordwand, der im Kern um 1200 gebaut wurde. Sein aufgestocktes oberstes Geschoss beherbergt den Glockenstuhl. Der Innenraum des Chors ist mit einem Netzrippengewölbe auf Konsolen überspannt, der des Langhauses mit einer Kassettendecke. Die Deckenmalerei von 1722, auf der die Himmelfahrt Mariens dargestellt ist, stammt von Johann Jakob Anton von Lenz.
Die Orgel wurde 2009 von der Orgelbau Vleugels erneuert.